# Am Schwedderberg 19 (Gernrode)
Das Haus Am Schwedderberg 19 war ein denkmalgeschütztes Gebäude im zur Stadt Quedlinburg in Sachsen-Anhalt gehörenden Ortsteil Stadt Gernrode.

## Lage
Es befand sich westlich des Ortskerns von Gernrode, auf der Südseite der Straße Am Schwedderberg. Südlich erhebt sich der Schwedderberg. Im örtlichen Denkmalverzeichnis war das Gebäude als Sanatorium eingetragen.

## Architektur und Geschichte

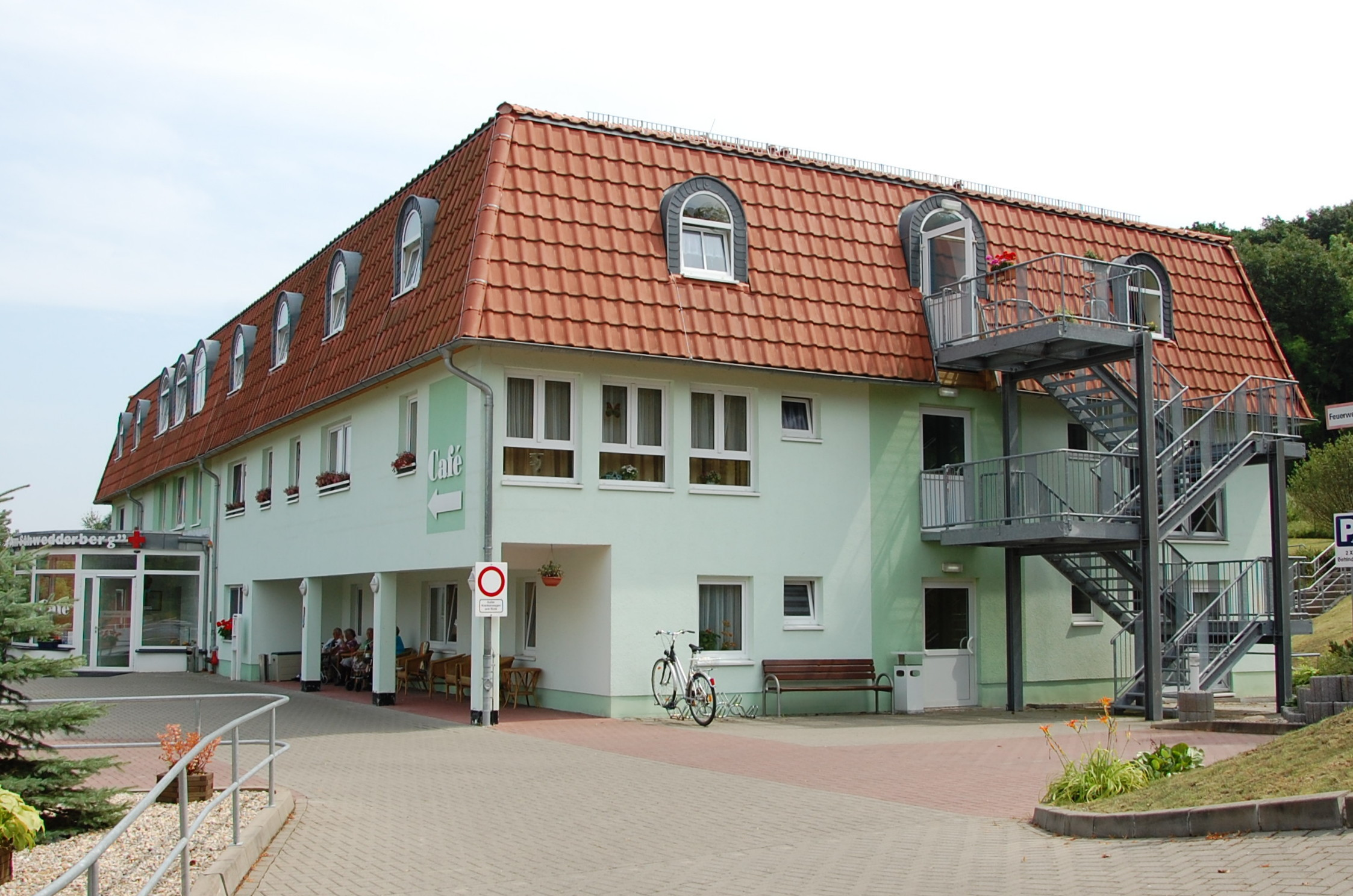
2003 errichtetes DRK-Pflegeheim

Der großzügig angelegte Komplex war in der Zeit von der Mitte des 19. Jahrhunderts bis zum Anfang des 20. Jahrhunderts entstanden und gehörte damit zu den frühen Bauten dieser Art in der Region.
Das Haupthaus erinnerte an ein Palais und war im Stil des Spätklassizismus gestaltet. Die Fassade war, der regionalen Bautradition entsprechend, verbrettert. An den Giebeln der Seitenrisalite befand sich Sprengwerk. Darüber hinaus bestanden gesägte Balustraden.
Auf dem in Form eines Parks gestalteten Gelände bestand auch ein Saalbau. Er war im Rundbogenstil gestaltet und verfügte über Loggien sowie einen zweigeschossigen Anbau.
Im Stil des Historismus war ein zweigeschossiges, von einem Mansardwalmdach bedecktes Fachwerkhaus gestaltet.
In der Zeit der DDR wurde es als FDGB-Ferienheim genutzt. 2003 erfolgte ein Teilabriss. Zugleich wurde das DRK-Senioren- und Pflegeheim Am Schwedderberg 19 errichtet. Baubeginn war der 1. Februar 2003. Das Haus verfügt über 46 Betten, sollte 2,3 Millionen € kosten und wurde am 8. Dezember 2003 eröffnet. Am 22. April 2012 brannte das noch bestehende Haus nach einer Brandstiftung nieder und wurde später abgerissen.